# Qafa e Prushit
Qafa e Prushit (albanska: Qaf’ e Prushit, serbiska: Ćafa Prušit) är ett bergspass i Kosovo, på gränsen till Albanien. Det ligger i den sydvästra delen av landet, 80 km sydväst om huvudstaden Priština. Qafa e Prushit ligger 661 meter över havet.
Terrängen runt Qafa e Prushit är kuperad åt sydväst, men åt nordost är den platt. Terrängen runt Qafa e Prushit sluttar norrut. Runt Qafa e Prushit är det ganska tätbefolkat, med 58 invånare per kvadratkilometer. Närmaste större samhälle är Gjakova, 9,5 km norr om Qafa e Prushit. Omgivningarna runt Qafa e Prushit är en mosaik av jordbruksmark och naturlig växtlighet.